# Teck (ród)
Teck – morganatyczny ród niemiecki wywodzący się z dynastii wirtemberskiej, którego członkowie osiągali wysokie tytuły szlacheckie w Wielkiej Brytanii i Niemczech.

## Dzieje rodu

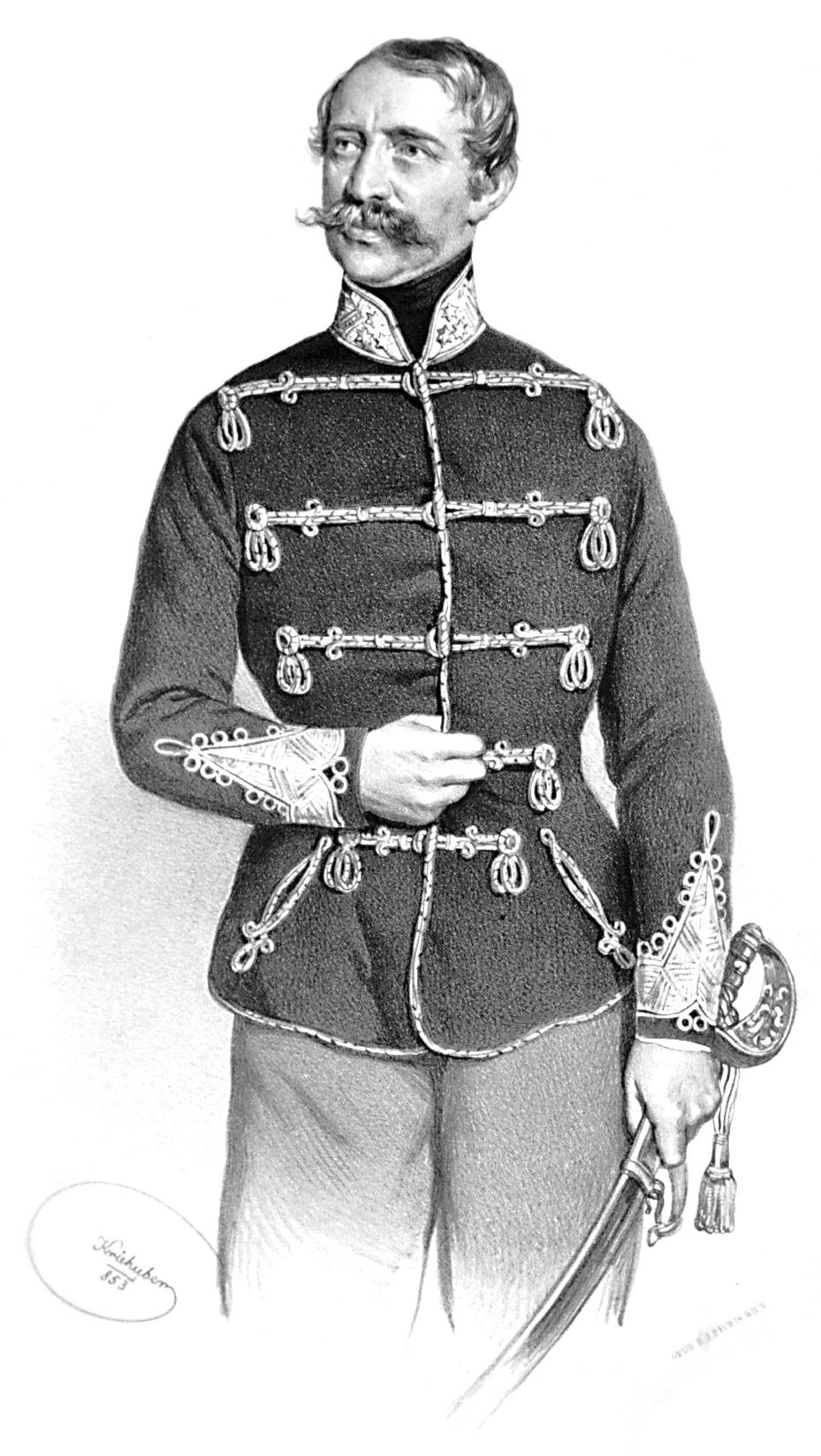
Aleksander Paweł Wirtemberski

Ród zapoczątkował Aleksander Paweł Wirtemberski (1804–1885), syn księcia Ludwika Wirtemberskiego i księżniczki Henrietty Nassau-Weilburg. 2 maja 1835 roku ożenił się z węgierską hrabianką Claudine Rhédey von Kis-Rhéde (1812–1841), małżeństwo to zostało uznane za związek morganatyczny. Hrabina otrzymała dziedziczny tytuł hrabiny Hohenstein, zmarła w 1841 roku w wyniku stratowania przez konie w czasie parady kawalerii w garnizonie Ptuj w Słowenii, prowadzonej przez księcia Aleksandra. W 1863 roku król Wilhelm I Wirtemberski mąż siostry Aleksandra Pauliny, postanowił nadać dzieciom szwagra tytuły książąt von Teck.
Jego syn Franciszek Teck (1837–1900), 12 czerwca 1866 roku poślubił wnuczkę króla Jerzego III i kuzynkę królowej Wiktorii, Marię Adelajdę Hanowerską (1833–1897). Ich najstarsza córka Maria (1867–1953) poślubiła drugiego w kolejce do tronu księcia Clarence i Avondale, Alberta (1864–1892), do małżeństwa jednak nie doszło, książę Albert zmarł na zapalenie płuc w 1892. Księżniczka Maria wyszła potem za mąż za młodszego brata Alberta, przyszłego króla Jerzego V. Miała z nim sześcioro dzieci, w tym dwóch późniejszych królów Anglii: Edwarda VIII i Jerzego VI, jej wnuczką była również Elżbieta II.

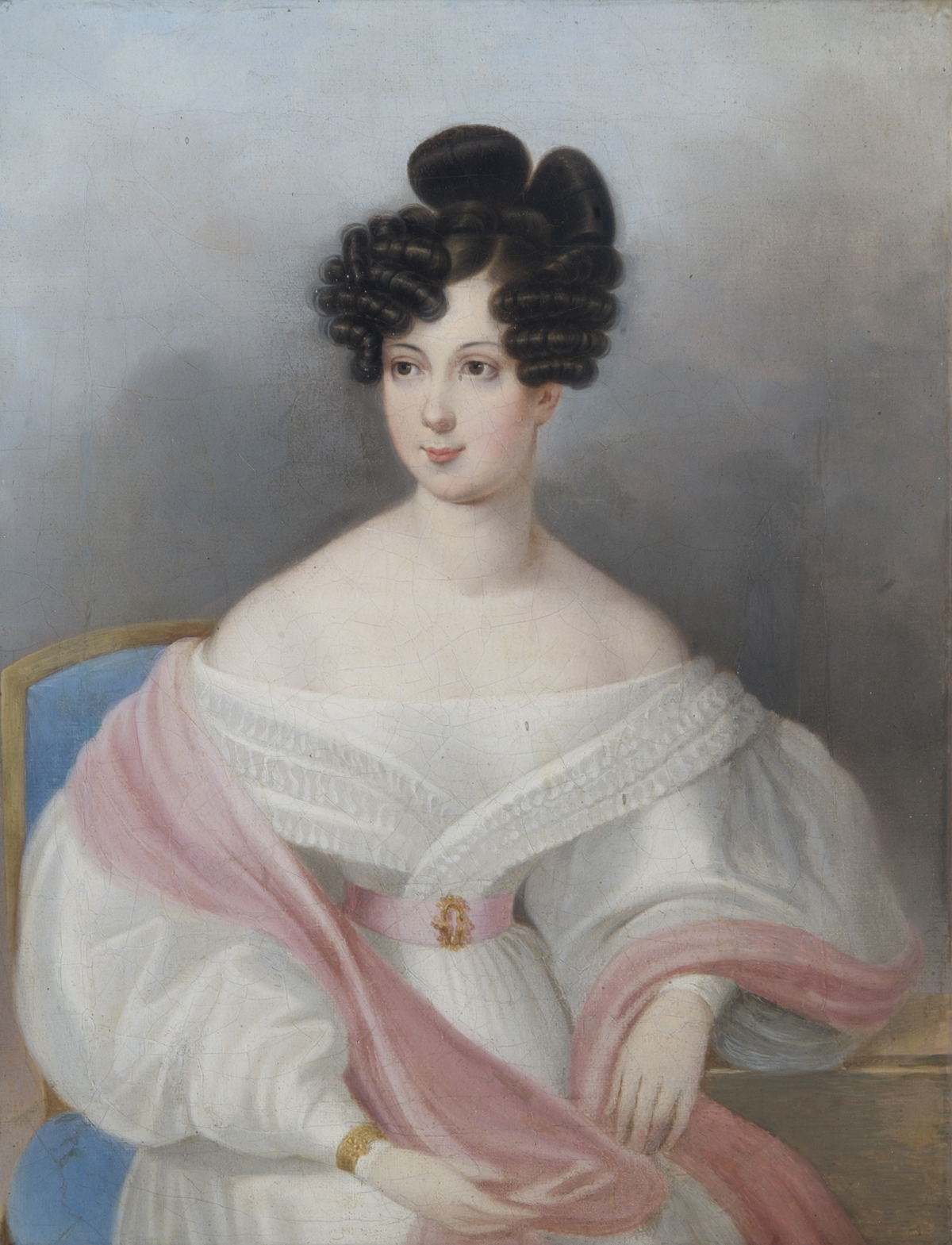
Claudine Rhédey von Kis-Rhéde

Młodszy brat Marii, Adolf Teck (1868–1927), książę Teck, otrzymał tytuł markiza Cambridge po swoim dziadku ze strony matki Adolfie Fryderyku Hanoweskim (1774–1850). 12 grudnia 1894 poślubił Małgorzatę Grosvenor (1873–1929), córkę pierwszego księcia Westminister. Podczas I wojny światowej po tym jak jego szwagier, król Jerzy V zdecydował się wobec złego nastawienia poddanych do wszystkiego co niemieckie, na zmianę nazwiska rodowego z Sachsen-Coburg-Gotha na Windsor, również Adolf zrezygnował ze swoich wszystkich niemieckich tytułów. Adolf zrezygnował z tytułu księcia Teck i przyjął po swojej matce nazwisko Cambridge, jego królewski szwagier potwierdził za to jego prawa do tytułowania się markizem Cambridge.

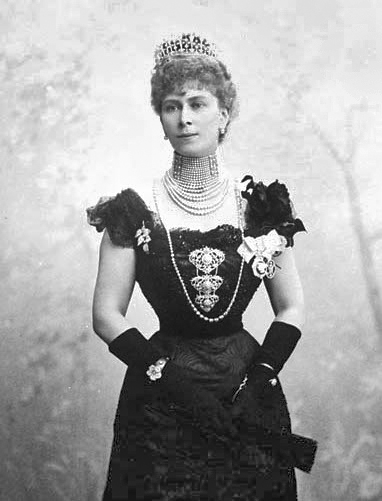
Maria Teck

Najstarszy syn Adolfa Jerzy Cambridge (1895–1981), markiz Cambridge, hrabia Elthan w czasie I wojny światowej służył w 1st Regiment of Life Guards. Po wojnie pracował w firmie zajmującej się bankowością. Poślubił Dorotę Hastings (1899–1988), wnuczkę trzynastego hrabiego Huntingdon. Był ostatnim męskim potomkiem Aleksandra Pawła Wirtemberskiego. Jego córka, Maria Teck (1924–1999), poślubiła majora Petera Whitley (1923–2003). Jego młodsza siostra, Maria Cambridge (1897–1987), została żoną Henryka Somerseta (1900–1984), dziesiątego księcia Beaufort.
Najmłodszy syn Franciszka, Aleksander Teck (1874–1957), hrabia Athlone, poślubił wnuczkę królowej Wiktori, Alicję Sachsen-Coburg-Gotha (1883–1981). W 1918 roku został mianowany generałem. Po koniec wojny był dowódcą misji brytyjskiej w Belgii. Po wojnie w 1924 roku Aleksander został mianowany generalnym gubernatorem Związku Południowej Afryki. W 1928 roku został odznaczony Orderem Podwiązki. Następnie przez 6 lat był gubernatorem Kanady. Jego najstarszy syn, Rupert Teck (1907–1928), wicehrabia Trematon zmarł na hemofilię

## Drzewo genealogiczne

Herb rodu Cambridge-Teck

Herb Marii Teck jako królowej Wielkiej Brytanii

1. Aleksander Paweł Wirtemberski (1804–1885), generał austriacki ∞ Klaudyna Rhédey von Kis-Rhéde (1812–1841)
  1. Klaudyna Henrietta Teck (1836–1894)
  2. Franciszek Teck (1837–1900), książę Teck ∞ Maria Adelajda Hanowerska (1833–1897), córka Adolfa Fryderyka Hanoweskiego (1774–1850)
    1. Maria Teck (1867–1953), ∞ Jerzy V (1865–1936), król Zjednoczonego Królestwa Wielkiej Brytanii i Irlandii
    2. Adolf Teck (1868–1927), książę Teck, markiz Cambridge ∞ Małgorzata Grosvenor (1873–1929), córka Hugh Lupusa Grosvenora (1825–1899), księcia Westminister
      1. Jerzy Teck (1895–1981), markiz Cambridge, hrabia Eltham ∞ Dorota Hastings (1899–1988)
        1. Maria Teck (1924–1999), ∞ Peter Whitley (1923–2003)

      2. Maria Teck (1897–1987), ∞ Henryk Somerset (1900–1984), książę Beaufort, markiz Worcester
      3. Helena Teck (1899–1969), ∞ John Evelyn Gibbs (1879–1932)
      4. Fryderyk Teck (1907–1940)

    3. Franciszek Józef Teck (1870–1910)
    4. Aleksander Teck (1874–1957), hrabia Athlone ∞ Alicja Sachsen-Coburg-Gotha (1883–1981), córka Leopolda Sachsen-Coburg-Gotha (1853–1884), księcia Albany
      1. Maja Teck (1906–1994), ∞ Henry Abel Smith (1900–1993)
      2. Rupert Teck (1907–1928), wicehrabia Trematon
      3. Maurycy Teck (ur. i zm. 1910)

  3. Amalia Józefina Henrietta von Teck (1838–1893), ∞ Paweł von Hügel